# Armeegruppe Frießner
L'Armeegruppe Frießner (en français : « groupe d'armées Frießner ») était une unité temporaire de la Heer (armée de terre) de la Wehrmacht, formée en février 1944 et dissoute en mars 1944.

## Organisation

### Commandant
| Date                             | Grade                  | Commandant        |
| -------------------------------- | ---------------------- | ----------------- |
| 4 février 1944 - 21 février 1944 | General der Infanterie | Johannes Frießner |
| 22 février 1944 - 2 mars 1944    | General der Artillerie | Kurt Herzog       |

### Chef d'état-major (Chef des Generalstabes)
| Date                          | Grade     | Commandant |
| ----------------------------- | --------- | ---------- |
| 10 février 1944 - 2 mars 1944 | Oberst iG | Blaurock   |

### Officiers d'Opérations (1. Generalstabsoffizier (Ia))
| Date                             | Grade    | Commandant     |
| -------------------------------- | -------- | -------------- |
| 4 février 1944 - 13 février 1944 | Major iG | Meyer          |
| 13 février 1944 - 2 mars 1944    | Major iG | Vorderwülbecke |

## Zones d'opérations
- Front de l'Est